# Пуличев
Пуличев — хутор в Тацинском районе Ростовской области.
Входит в состав Жирновского сельского поселения.
Население 4 человека.

## География
На хуторе имеются две улицы — Кривая и Овражная.

## Население
| 2010 |
| ---- |
| 12   |